# Liste der denkmalgeschützten Objekte in Kaindorf (Steiermark)
Die Liste der denkmalgeschützten Objekte in Kaindorf enthält die 5 denkmalgeschützten, unbeweglichen Objekte der Gemeinde Kaindorf (Steiermark).

## Denkmäler
| Foto |                 | Denkmal                                                              | Standort                                   | Beschreibung | Metadaten |
| ---- | --------------- | -------------------------------------------------------------------- | ------------------------------------------ | --- | --- |
| ja   | Datei hochladen | Kath. Filialkirche hl. Stephanus HERIS-ID: 68751 Objekt-ID: 81786    | Hofkirchen 94, bei Standort KG: Hofkirchen | Die gotische Kirche Sankt Stefan wurde im 15. Jahrhundert erbaut und immer wieder erweitert. Der gotische Stil blieb dabei erhalten. In den Außenmauern sind die alten Gerüstlöcher noch erkennbar. | BDA-Hist.: Q18412844 Status: § 2a Stand der BDA-Liste: 2025-06-30 Name: Kath. Filialkirche hl. Stephanus GstNr.: 1346 Filialkirche hl. Stephanus, Hofkirchen bei Hartberg |
| ja   | Datei hochladen | Pfarrhof HERIS-ID: 66491 Objekt-ID: 79375                            | Kaindorf 1 Standort KG: Kaindorf           | | BDA-Hist.: Q38113108 Status: § 2a Stand der BDA-Liste: 2025-06-30 Name: Pfarrhof GstNr.: 1297                                                                             |
| ja   | Datei hochladen | Portal zum Pfarrhof HERIS-ID: 68783 Objekt-ID: 81818                 | Kaindorf 1 Standort KG: Kaindorf           | | BDA-Hist.: Q38120606 Status: § 2a Stand der BDA-Liste: 2025-06-30 Name: Portal zum Pfarrhof GstNr.: 1297                                                                  |
| ja   | Datei hochladen | Kath. Pfarrkirche hl. Jakobus d. Ä. HERIS-ID: 51559 Objekt-ID: 57237 | bei Kaindorf 1 Standort KG: Kaindorf       | Die Pfarrkirche St. Jakob wurde von 1716 bis 1722 erbaut, nachdem ihre Vorgängerin 1704 durch die Kuruzen stark beschädigt worden war.                                                              | BDA-Hist.: Q20754105 Status: § 2a Stand der BDA-Liste: 2025-06-30 Name: Kath. Pfarrkirche hl. Jakobus d. Ä. GstNr.: 1296 Saint James the Greater Church (Kaindorf)        |
| ja   | Datei hochladen | Bürgerhaus HERIS-ID: 37235 Objekt-ID: 36320                          | Kaindorf 58 Standort KG: Kaindorf          | Der Körper des zweigeschoßigen Baus mit Schopfwalmdach stammt aus dem späten 17. Jahrhundert, die Fassadengliederung aus dem 1. Drittel des 19. Jahrhunderts.                                       | BDA-Hist.: Q37974526 Status: Bescheid Stand der BDA-Liste: 2025-06-30 Name: Bürgerhaus GstNr.: 341/2                                                                      |